# Nationale Defensiecommissie van de Democratische Volksrepubliek Korea
De Nationale Defensiecommissie (Koreaans: 조선민주주의인민공화국 국방위원회) was de legerleiding en de hoogste bestuurlijke autoriteit van Noord-Korea. Volgens de grondwet was de Voorzitter van de Nationale Defensiecommissie de belangrijkste persoon van het land. De regering en het kabinet waren daardoor ondergeschikt aan de Defensiecommissie. Met de grondwetswijziging van 2016 werd de NDC ontbonden en vervangen door de Commissie voor Staatszaken.
De laatste leider van de Defensiecommissie was Kim Jong-un. Hij volgde zijn vader Kim Jong-il in 2012 op na diens dood op 17 december 2011.